# Bassignana
Bassignana est une commune italienne de la province d'Alexandrie, dans la région Piémont. Il s'agit d'un village situé à la confluence du Po et du Tanaro à 19 kilomètres d'Alexandrie, à la frontière avec la Lombardie.

## Géographie
Il se trouve sur une péninsule, une légère hauteur formée par la confluence entre le Tanaro et le Pô. Au nord-ouest de la ville, sur la rive droite du Pô, se trouve la frazione de Mugarone, tandis que Fiondi se trouve au sud-ouest, à la frontière communale. Jusqu'à il y a quelques décennies, un ferry desservait Bassignana, traversant le Tanaro. En 1961, il a été remplacé par un pont. Le Pô, qui coule entouré de forêts denses dans cette région, est divisé en de nombreux chenaux.

## Histoire
Succès de Moreau sur Souvorov le 11 mai 1799. 

## Administration
| Période                                  | Période | Identité | Étiquette | Qualité |
| ---------------------------------------- | ------- | -------- | --------- | ------- |
|                                          |         |          |           |         |
| Les données manquantes sont à compléter. |         |          |           |         |

### Frazione
Mugarone et Fiondi.

### Communes limitrophes
Alluvioni Cambiò, Frascarolo, Gambarana, Isola Sant'Antonio, Montecastello, Pecetto di Valenza, Rivarone, Suardi, Valenza